# Tyranneau modeste
Sublegatus modestus
Espèce
Statut de conservation UICN

 LC  : Préoccupation mineure
Le Tyranneau modeste (Sublegatus modestus), aussi appelé Moucherolle modeste, est une espèce de passereaux de la famille des Tyrannidae,.

## Systématique et distribution
Cet oiseau est représenté par deux sous-espèces selon la classification de référence du Congrès ornithologique international (version 9.1, 2019) :
- Sublegatus modestus modestus (zu Wied-Neuwied, 1831) : régions tropicales de l'est du Pérou à l'est du Brésil (États de Maranhão, de Pernambouc et de Paraná) ;
- Sublegatus modestus brevirostris (d'Orbigny & Lafresnaye, 1837) : de l'est de la Bolivie au Paraguay, à l'Uruguay et au centre de l'Argentine[1],[2],[4].